# Булавас, Ионас Ионович
Ионас Бу́лавас (лит. Jonas Bulavas; 24 июля 1903, деревня Гинотай (ныне Рокишкский район) — 8 октября 1984, Вильнюс) — советский литовский учёный, растениевод-селекционер зерновых культур, генетик. Педагог, ректор Литовской сельскохозяйственной академии (1956—1962). Кандидат сельскохозяйственных наук (1953). Профессор (1961), член-корреспондент ВАСХНИЛ (1956). Член-корреспондент Литовской Академии наук (1956). Президент Литовского общества генетиков и селекционеров.
Заслуженный деятель науки Литовской ССР (1965).

## Биография
Брат правоведа, государственного и общественного деятеля Юо́заса Бу́лаваса.
Выпускник Литовской сельскохозяйственной академии (1928). В 1925—1930 годах работал селекционером, заместителем директора (1930—1940), директором (1940—1941) Дотнувской селекционной станции.
В 1941—1943 — селекционер Совитишской льняной опытной станции г. Паневежиса. Затем, директор Литовской Государственной
селекционной станции и доцент Литовской сельскохозяйственной академии (1944—1956), заведующий селекционным отделом Литовского НИИ земледелия (1956). Ректор, заведующий кафедрой растениеводства (1957—1984) Литовской сельскохозяйственной академии (ныне Академия сельского хозяйства университета Витовта Великого).

## Научная деятельность
Автор 25 сортов сельхозкультур, в основном, пшеницы и ячменя. Вывел сорта предназначенные для выращивания в Литве — озимая пшеница Пяргале, Дотнувос-458, яровая — Гражучяй, ячмень — Ауксиняй II, Джюгяй и др. А также, много новых форм ячменя — гладкоостый, безостый, перспективные ржано-пшеничные гибриды.

## Избранные труды
- Как получить высокий урожай пшеницы. — Каунас, 1948.
- Литовская госселекция. — Вильнюс, 1955.
- Культурные пастбища (в соавт. Ю. Тонкунас) — Вильнюс, 1956.
- Селекция и семеноводство растений. — Вильнюс, 1963.
- Как избежать полеглости хлебов. 1981.

## Награды
- орден Ленина (1950),
- орден Трудового Красного Знамени (дважды, 1947, 1958),
- Медаль «За доблестный труд в Великой Отечественной войне 1941—1945 гг.» (1946),
- медаль «В ознаменование 100-летия со дня рождения И. В. Мичурина» (1955),
- 4 медали ВСХВ.
- Заслуженный деятель науки Литовской ССР (1965).

## Источник
- Profesorius Jonas Bulavas (sud. Algirdas Sliesaravičius, Juozas Mockaitis). — Kaunas: VšĮ «Linos pasaulis», 2003. — 159 p.: iliustr. — ISBN 9955-535-15-6 (лит.)
- Prof. Jonas Bulavas (лит.)